# 堕靡泥の星
『堕靡泥の星』（ダビデのほし）は、佐藤まさあきの劇画作品。及びそれを原作とした成人映画やOVA、アダルトビデオ。

## 概要
『漫画天国』（芸文社）に1971年から1976年まで連載され、異色の代表作となった。単行本は佐藤プロ出版部「佐藤まさあき劇画自選集」全16巻に収録されているが絶版になっており、1998年にアスペクトから新装版が出版された。続編の『新 堕靡泥の星』は『プレイコミック』（秋田書店）
に1986年から連載された。
1979年には実写版である映画『堕靡泥の星 美少女狩り』が上映された。
1989年から1990年にかけて発売されたOVAは全5巻。5巻目は原作のアニメ化ではなく、アニメオリジナル作品。視聴年齢制限は設けられておらず、一般向けの作品として販売されていた。
本作は、アウシュビッツ展に展示されているユダヤ人虐殺写真の残酷さに胸が潰れる思いをしながらも、自分の中のサディズムの血が燃え始めたのを感じ取った作者が、「人間が人間を物のように扱える戦争の狂気、そして勝者の権力というものへの憧れ」に心が疼き、そこから執筆したという。また、当時は強姦願望があり、その思いを作品にぶつけたと告白している。
第四部からは堂本龍策との共同制作体制になっている。

## あらすじ
神の叡智と悪魔の魂を併せ持つ神納達也は、脱獄囚と大学教授夫人の間に生まれた子である。やがて、達也は養父を殺害して莫大な財産を手に入れると、本能の赴くままに悪行と残虐を尽くす壮絶な旅路に就く。

## 登場人物
神納達也（じんのう たつや）
本作の主人公。幼い頃から養父・神納教授に虐待を受けたことや、母が自殺したことから神納教授を憎悪し、高校生の時に殺害。中学生の時、授業でナチス・ドイツのユダヤ人虐殺を知り、興味を持ったことやその他の出来事から己の中のサディズムと犯罪者の血に目覚める。後に成人し、神納家の財産管理権を手に入れた彼は己の欲望と感情の赴くままに生きることを決意する。
愛読書は『夜と霧』。高度な知能を持ち、普段は自分の裏の顔を隠して生きている。しかし本質的には他者と何も相容れることのない、けだものである。
彼の犯罪は個人的な復讐を除けばほとんどが強姦であり、愉しみが終わった後は証拠隠滅のための殺害も平然と行う。
神納教授
達也の養父。大学教授であり、古くからの由緒ある家柄で4万坪もの土地を所有する神納家の当主。
妻が強姦されたことがきっかけで妻と達也を憎悪し、虐待してきた。だが神納家の名前と世間体を気にする性格だったため離婚はしなかった。さらにバーのマダムと浮気していた。達也に事故死と見せかけられて殺される。
その遺産は当時の価値で20億～30億程度もあると言われ、達也の犯罪を大きく幇助した。親戚連中は皆その遺産を狙っており、好かれていなかったことが描写されている。
神納とき江（じんのう ときえ）
達也の母。旧姓は仁礼。達也に親としての愛情をそそいでいた。だが夫の虐待に耐えられず自殺した。
蛭川源平（ひるかわ げんぺい）
達也の実父。刑務所から脱獄して神納家に押し入り、とき江を強姦したことで達也が生まれた。脱獄後も婦女暴行・殺人を繰り返してきた凶悪犯。神納教授の"事故死"から達也の存在を知り、達也に接触してきた。
加納教授
神納教授の友人で達也を幼い頃から可愛がっていた。就職のために知人を紹介するなど達也を気にかけている。
神納教授とは違い、温厚で娘にとっても良き父親であり、達也が信頼している数少ない人物。
さすがに資産家とまではいかないが、仕事にも真面目で熱心、裕福な暮らしをしていることは描写されている（娘にはピアノを習わせているなど）。
加納由美子（かのう ゆみこ）
加納教授の娘で高校3年生。達也に淡い思いを抱いている。達也も彼女を愛しており、達也に残された唯一の人間らしい心の象徴ともいえる女性。
清純で美しい容姿を持つ。良く言えば世間ずれしておらず純情、悪く言えば若干男の心について無理解・無神経な、子供っぽいところがある。
時が経つにつれ、達也について「一見は優しそうでも、瞳の奥に時々キラリと光る氷のような冷たさを持つ」と彼の本質をおぼろげながらも見抜いていた。
紆余曲折あって、早乙女秀樹から受けたアプローチを拒めず、徐々に受け入れていってしまう。達也は彼女が自分の知らないところで大きく変化していくことに嫉妬し、運命は彼女をも破滅へと導いていく。
田代千春（たしろ ちはる）
祝田家に世話になっている、妾の娘。田代は母親の姓であり、祝田の叔母の夫が他所で作ってきた子供。年若くして華道を習っており、和服のよく似合う成熟した色気を持つ美人だが、内面はやはり純情。
達也の遺産をどうにかして手に入れたい叔母の陰謀によって、接点を持たされる。どこか達也の母親の面影を残した彼女に、達也は久しぶりに肉欲を伴わない、人間らしい感情を心に灯す。
祖母の陰謀を嫌っていた彼女だが、その後様々な紆余曲折を経て本心から達也を愛し、彼に献身する。
最後は想いを告白するが、達也はそれに応えることはなく、代わりに誰にも言わなかった本心を彼女にだけは打ち明け去っていった。
本作に登場する美女の中で、達也に別れ際まで大切に扱われた、唯一といっていい女性。
大田黒源平（おおたぐろ げんぺい）
日本の政財界に大きな影響力を持つ大物政治家で日本の黒幕といわれている。暴力団や外国大使館とも繋がりを持ち、箱根の別荘にハーレムを築いている。達也に弱みを握られたために協力を強いられる。
平戸八兵衛（ひらど はちべえ）
定年を間近にひかえた老刑事。科学捜査の現代でカンに頼った捜査にこだわるため未だにヒラである。ある事件で持ち前のカンから達也を犯人と睨み追い続ける。達也を逮捕することで刑事としての最後の花道を飾ろうとする。

## 書誌情報
- 堕靡泥の星（芸文コミックス、芸文社）

1. 第1部（1973年11月）
2. 第2部 歌姫受難篇（1974年2月）
3. 第3部 尼僧煉獄篇（1974年5月）
4. 第4部 混血狂乱篇（1974年10月）
5. 第5部 人間牧場篇（1975年1月）
6. 第6部 狂白地獄篇 上（1975年7月）
7. 第6部 狂白地獄篇 下（1975年12月）

- 堕靡泥の星（佐藤まさあき劇画自選集、佐藤プロダクション）

1. 悪霊誕生（1983年7月）
2. タレント誘拐
3. 尼僧凌辱
4. 混血奴隷
5. 人間牧場
6. 狂乱痴獄（1984年5月）
7. 毒牙の館（1984年6月）
8. 雪の姦鬼（1984年7月）
9. 処女狩り（1984年8月）
10. 強姦旅行（1984年9月）
11. 快楽の宴（1984年11月）
12. 陰虐獣（1984年12月）
13. 酒痴肉林（1985年2月）
14. 女体玩具（1985年4月）
15. 猟奇の魔窟（1985年7月）
16. 悪霊は永遠に（1985年8月）
17. （新・堕靡泥の星）ロス地獄変（1986年2月）
18. （新・堕靡泥の星）淫殺行（1986年4月）
19. （新・堕靡泥の星）人妻虜囚（1986年6月）
20. （新作書下ろし）性的異常者
21. （新作書下ろし）淫乱鬼

- 新・堕靡泥の星（PLAYCOMIC SERIES、秋田書店）

1. アウシュビッツ編（1987年3月）
2. アラブ肉地獄編
3. 黒魔団編
4. 夢犯魔編
5. 九竜魔窟編
6. 性人形編
7. 香港死闘編（1988年）

## 堕靡泥の星 美少女狩り
- ジャンル：成人映画
- 製作・配給：にっかつ
- 製作年度：1979年
- 上映時間：100分
- 監督：鈴木則文
- 脚本：大和屋竺
- 助監督：黒沢直輔
- 出演：
  - 土門峻（神納達也）
  - 波乃ひろみ（宮原由美子）
  - 山本昌平（蛭川源平）
  - 八城夏子（八汐路ジュン）
  - 小川亜佐美（西崎清美）
  - 岡本麗（中里佐恵子）
  - 名和宏（神納康久）
  - 飛鳥裕子（神納とき江）
  - 朝霧友香（杉本町子）
  - 日向明子（豊田紀代子）
  - 森塚敏（宮原高之）
  - 坂本長利（茂木）
  - 椎谷健治（倉橋）
  - 三谷昇（作造）
  - 高橋明（刑事）
  - 織田俊彦 （マネージャー）
  - 浜口竜哉 （フロント）
  - 菅原文太（星桃次郎、友情出演）

### 製作
映画化の構想は1977年に挙がったが具体化に至らず。それを知った鈴木則文が1979年正月に専属の東映と話し合いを持ったが、当時の鈴木は東映一の売れっ子監督で東映が貸し出しを認めず。この年夏になってようやく東映から了解を得られたためにっかつで鈴木監督による製作が決まり、1979年8月31日ににっかつ本社で製作会見があり、成人映画ながら一般映画並みの製作費を投じると発表された。撮影は1979年9月。
トラック野郎の役柄・星桃次郎として友情出演する菅原文太も東映専属の看板俳優。後年のインタビューで菅原は本作に出演したことを忘れており、「岡田茂さんが、そんなこと（ポルノ映画出演）やらせるわけないけどなあ」と話したが、勝手にポルノに出たら大きな問題になっていたはずなので、鈴木と同様、岡田から了解を得た上での出演と考えられる。

## OVA
- バイオレンス劇画 堕靡泥の星 第1弾 悪霊誕生
- バイオレンス劇画 堕靡泥の星 第2弾 アイドル凌辱
- バイオレンス劇画 堕靡泥の星 第3弾 陰獣の砦
- バイオレンス劇画 堕靡泥の星 第4弾 悪霊は永遠に
- バイオレンス劇画 新・堕靡泥の星 淫魔伝説

声の出演
石田彰（神納達也）、亀井芳子、星野充昭、種田文子、加藤正之、小林優子、小形満、佐藤ユリ、中庸介、遠藤勝代、鈴鹿千春

## アダルトビデオ
全てアタッカーズより発売。
- 堕靡泥の星 悪霊誕生1(出演:川上ゆう、水城奈緒)
- 堕靡泥の星 悪霊誕生2(出演:大槻ひびき、水城奈緒、本真ゆり)